# Thesium penicillatum
Thesium penicillatum är en sandelträdsväxtart som beskrevs av Arthur William Hill. Thesium penicillatum ingår i släktet spindelörter, och familjen sandelträdsväxter. Inga underarter finns listade i Catalogue of Life.